# Oskar Oehler
Oskar Oehler, po roce 1945 Oskar Olár (8. ledna 1904 Přerov – 26. května 1973 Vídeň), byl český architekt.

## Život
Narodil se v česko-německé rodině přerovského stavitele Františka Oehlera (* 1. prosince 1854) a jeho ženy Ludmily, rozené Koblihové (* 24. prosince 1870). V roce 1914 absolvoval českou národní školu a poté v roce 1921 německou reálku v Olomouci. Od roku 1921 studoval architekturu na německé technice v Brně. Zde se seznámil se svou budoucí manželkou Elly Sonnenschein. V roce 1926 složil první státní zkoušku, studia ale z finančních důvodů nedokončil. Pracoval v ateliérech architektů Jindřicha Kumpošta, Michala Maximiliána Scheera a Bohuslava Fuchse. V letech 1931–1933 pokračoval ve studiu na německé technice v Praze. Studia ale dokončil až po 2. světové válce na Českém vysokém učení technickém v Praze.
V roce 1931 se oženil se svou spolužačkou Elly Sonnenscheinovou a v roce 1932 se jim narodila dcera Renata. V letech 1932–1939 měli samostatnou projekční kancelář v Praze. V létě 1939 se rozhodli uprchnout před nacismem do Austrálie. Pokus ale nebyl úspěšný. Byli vězněni v Mnichově a v Berlíně. Poté žili v Ostravě. V roce 1944 byla Elly deportována do koncentračního tábora Terezín. Jejich dcera Renata se do konce války skrývala v Praze.
Po skončení druhé světové války manželé obnovili společnou projekční kancelář v Ostravě. Změnili si jméno na Olárovi. V roce 1949 odešli do Prahy, kde nejprve pracovali společně ve Stavoprojektu, v roce 1951 přešel Oskar Olár do Hutního projektu, kde pracoval jako hlavní specialista a později jako hlavní architekt. V roce 1964 odešel do důchodu.
V roce 1966 vystoupil z KSČ a následně byl vyškrtnut ze Svazu československých architektů. V roce 1971 emigroval do Vídně za svou dcerou. Zde v roce 1973 zemřel.

## Dílo

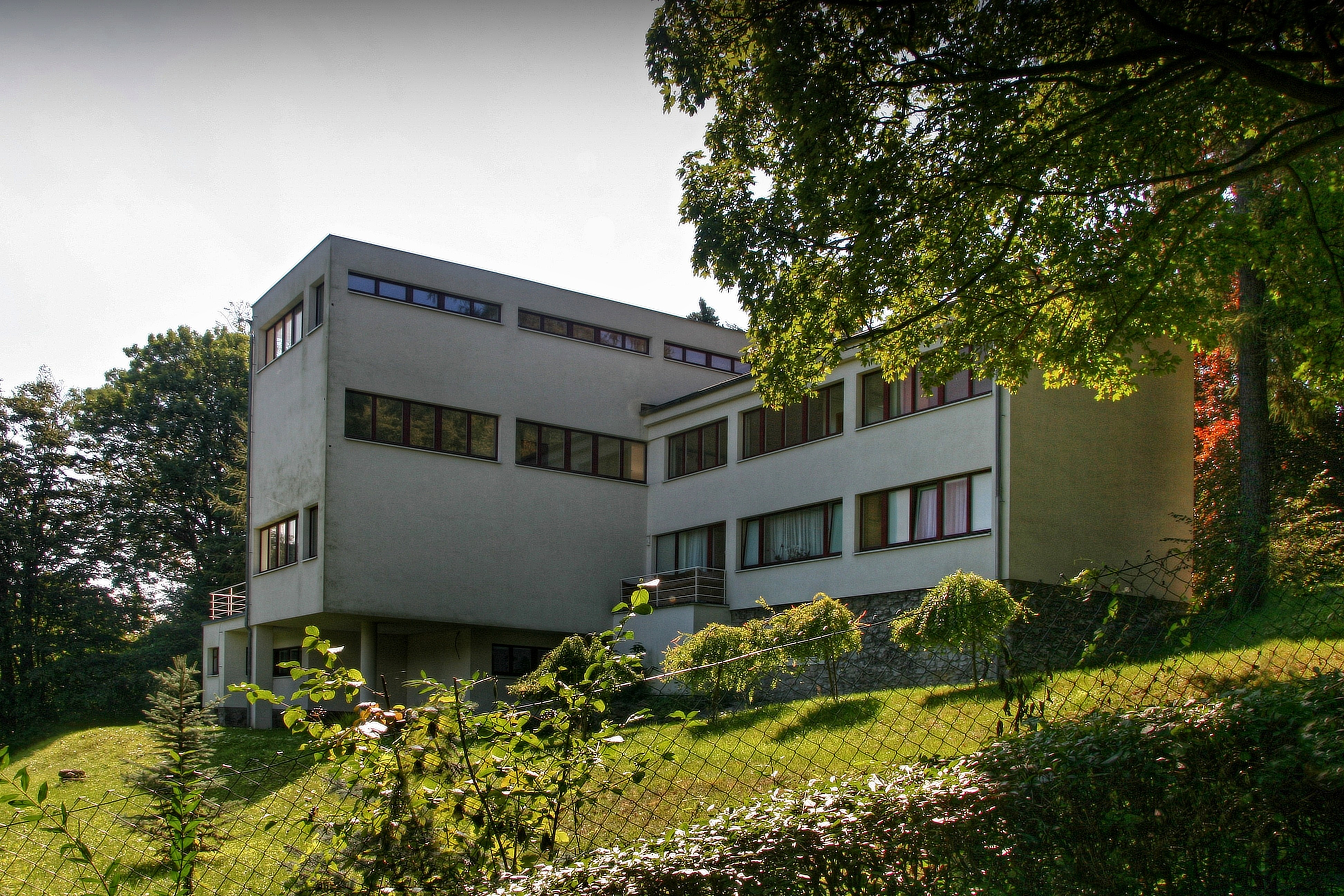
Vila Ladislava Říhovského, Teplice nad Bečvou

- 1932 Vila Antonína a Marie Markových, čp. 820, Na Bateriích 13, Praha 6 – Střešovice
- 1933–1934 Vila Ladislava Říhovského, Teplice nad Bečvou, Zbrašov 59
- 1935–1936 Vila Josefa a Blaženy Kefurtových s ordinací, Praha 8-Bohnice, V Nových Bohnicích 34
- 1936 pavilon Středomoravských elektráren, Středomoravská výstava, Přerov
- 1936 dostavba tovární budovy a administrativní pavilon továrny Kazeto Karla Zejdy, Přerov, Husova 19
- 1935–1936 přestavba zámku Václava Diviše Vysoký Hrádek, Březí u Týna nad Vltavou
- 1936–1938 nájemní dům Karla Zejdy, Přerov, čp. 2300, Bartošova 14
- 1937 Hotel Continental v Plzni
- 1937 Vila Ing. Františka Wawerky, Lipník nad Bečvou, čp. 888, Loučská 29
- 1936–1937 ubytovna „Bílý kříž“ beskydského turistického spolku, Staré Hamry
- 1937–1938 administrativní budova elektrárny S.M.E., Přerov, čp. 1917, Tržní 20
- 1940–1941 Administrativní budova továrny Philippa Kneisla ve Všetulech
- 1940 Dům nakladatelství Rodina v Praze[2]

### Nerealizované projekty
- 1930 přestavba a přístavba kina Odeon, Ostrava-Přívoz
- 1932 Sanatorium TBC Ústřední sociální pojišťovny, Vyšné Hágy

Většina předválečných projektů je společné dílo Oskara a Elly Oehlerových.

### Po roce 1945
- Přestavba centra Moravské Ostravy, 1945
- Obytné sídliště zaměstnanců drátovny Báňské a hutní společnosti v Bohumíně, Pudlov 1946
- Hornické sídliště v Ostravě, 1946
- Synagoga v Ostravě, 1947
- Lázeňská kotelna a obytný dům v Teplicích nad Bečvou, 1947
- Lázeňská kolonáda v Teplicích nad Bečvou, 1947–49
- Administrativní budova dusíkárny Ostravských chemických závodů v Ostravě, 1947
- Janáčkova koncertní síň v Ostravě, 1949
- Gravitační přehradní nádrž a úpravna pitné vody v Klíčavě, 1949–55
- Náměstí Budovatelů v Praze, 1949
- Obytný dům zaměstnanců Hutního projektu v Praze, 1954–55
- Hrudkovny v Mníšku, 1952
- Závod černé metalurgie v Ejpovicích, 1953–56
- Hutní závod pro Československý pavilon na světové výstavě EXPO '58 v Bruselu, 1957–58
- Most ve Žďákově, 1958–67 (architektonické řešení: Karel Vejmelka)
- (Nové) ředitelství Vítkovických železáren Klementa Gottwalda v Ostravě, 1961–65
- Interiéry hotelu Continental, Plzeň (1969)[2]

## Výstavy
- Elly a Oskar Oehlerovi-Olárovi / Architektonické dílo, Muzeum umění Olomouc, 10. dubna – 22. června 2008